# Joseph Brenier
Pour les articles homonymes, voir Brenier.
Joseph Brenier, né le 23 avril 1876 à Vienne (Isère) et mort le 30 décembre 1943 à Lyon (Rhône), est un homme politique français.

## Biographie
Joseph Brenier est issu d'une famille ouvrière  de Vienne dans l'Isère. Il devient conseiller municipal en 1904, maire de 1906 à 1919 de sa ville natale. Il est élu de 1910 à 1919 député puis sénateur de l'Isère en 1924 jusqu'en 1933. Membre actif du Parti socialiste et président de la ligue de l'enseignement. Il meurt à Lyon le 30 décembre 1943, d'un accident de la circulation, renversé par un cycliste dans des circonstances mal élucidées qui laissent à penser qu'il fut en réalité assassiné.
Franc-maçon, il est initié à la loge « Concorde et Persevérance » à l'orient de Vienne, loge maçonnique à laquelle il appartient durant toute sa vie. Il est élu vénérable maitre de son atelier en 1923 et devient membre du conseil de l'ordre du Grand Orient de France de 1922 à 1925, puis de 1926 à 1929. Il prend la présidence de l'obédience de 1926 à 1927 et laisse l'image d'un conférencier et d'un propagandiste très écouté.

## Détail des fonctions et des mandats
Mandats locaux
- 1904 - 1906 : Conseiller municipal de Vienne
- 1906 - 1919 : Maire de Vienne

Mandats parlementaires
- 8 mai 1910 - 31 mai 1914 : Député de l'Isère
- 10 mai 1914 - 7 décembre 1919 : Député de l'Isère
- 6 janvier 1924 - 9 janvier 1933 : Sénateur de l'Isère

## Distinction
- Chevalier de la Légion d'honneur